# Liste der Naturdenkmäler in Wien/Donaustadt
Die Liste der Naturdenkmäler in Wien/Donaustadt listet alle als Naturdenkmal ausgewiesenen Objekte im 22. Wiener Gemeindebezirk Donaustadt auf. Insgesamt bestehen in der Donaustadt elf Naturdenkmäler.

## Naturdenkmäler
| Foto |                 | Name                                              | ID  | Standort                                                                 | Beschreibung | Fläche | Datum      |
| ---- | --------------- | ------------------------------------------------- | --- | ------------------------------------------------------------------------ | --- | ------ | ---------- |
| 1    | Datei hochladen | Morgenländischer Lebensbaum (Thuja orientalis)    | 32  | Wien, Lobaugasse 31 KG: Aspern GrStNr: 1194/17 Standort                  | Ursprünglich umfasste das Naturdenkmal neben dem Morgenländischen Lebensbaum (Thuja orientalis) auch eine Rosskastanie. Beide waren aufgrund ihrer „stattlichen Form und guten Kronenbildung“ sowie im Falle des Lebensbaumes aufgrund der Seltenheit geschützt worden.                             |        | 22.05.1937 |
| 0 BW | Datei hochladen | Standort von Natternzungen (Ophioglossum vulgare) | 66  | Wien, Am Biberhaufen KG: Aspern GrStNr: 1043/2 u. a. Standort            | Das Vorkommen der seltenen Gewöhnlichen Natternzunge (Ophioglossum vulgatum) befindet sich auf einem schmalen Streifen zwischen dem Kraftwerk Donaustadt und der Raffineriestraße. |        | 02.03.1938 |
| 1    | Datei hochladen | Oberes Mühlwasser                                 | 67  | Wien, Stadlau KG: Stadlau GrStNr: 490/1; 493/1; 498/4; etc. Standort     | |        | 12.05.1938 |
| 1    | Datei hochladen | 2 Morgenländische Lebensbäume (Thuja orientalis)  | 348 | Wien, Siegesplatz 12 KG: Aspern GrStNr: 169 Standort                     | |        | 03.05.1946 |
| 1    | Datei hochladen | Stieleiche (Quercus robur)                        | 436 | Wien, gegenüber Hausfeldstraße 204 KG: Breitenlee GrStNr: 116 Standort   | Der Baum zeichnet sich durch seine Mächtigkeit und prachtvolle Freistandskrone besonders aus. Am Südrand des Ortes Breitenlee stehend, ist er landschaftsbestimmend und ein Wahrzeichen der sonst flachen und baumarmen Gegend.                                                                     |        | 29.10.1955 |
| 1    | Datei hochladen | Himmelteich mit Umgebung                          | 689 | Wien, Niklas-Eslarn-Straße 23 KG: Eßling Standort                        | Der Himmelteich ist ein Biotop, dass in Folge des Aushubs von Schotter für die Startbahnen des Flughafens Aspern zwischen 1938 und 1940 entstand. Das Biotop stellt einen wichtigen biologischen Regenerationsraum dar und wurde deshalb 1980 unter Schutz gestellt.                                |        | 10.07.1980 |
| 1    | Datei hochladen | Stieleiche (Quercus robur)                        | 697 | Wien, Hirschstettner Straße 91 KG: Hirschstetten GrStNr: 418/12 Standort | Die Stieleiche (Quercus robur) wies zum Untersuchungszeitpunkt einen Stammumfang von 3,1 m auf und wurde aus kulturellen Gründen unter Schutz gestellt. |        | 22.04.1982 |
| 1    | Datei hochladen | Toter Grund                                       | 718 | Wien, Donauinsel KG: Landjägermeisteramt GrStNr: 33/3 Standort           | Beim Toten Grund handelt es sich um einen Donaualtarm auf der Donauinsel. |        | 17.06.1986 |
| 1    | Datei hochladen | Winterlinde (Tilia cordata)                       | 780 | Wien, Pfalzgasse 81 KG: Breitenlee Standort                              | Die Winter-Linde (Tilia cordata)wurde als seltenes natürliches Element in diesem Landschaftsraum unter Schutz gestellt. |        | 27.03.2003 |
| 1    | Datei hochladen | Trauerschnurbaum (Sophora japonica Pendula)       | 811 | Wien, Klenaugasse gegenüber Nr. 2 KG: Kagran Standort                    | Der Trauerschnurbaum (Sophora japonica Pendula), eine Variante des Japanischen Schnurbaums wies zum Zeitpunkt der Unterschutzstellung einen Stammumfang von 1,15 m (gemessen in 1 m Höhe ab Boden) sowie einen Kronendurchmesser bzw. eine Höhe von jeweils 6 m auf. Der Baum wurde 1970 gepflanzt. |        | 01.07.2008 |
| 1    | Datei hochladen | Flatterulme (Ulmus laevis)                        | 824 | Wien, Erzherzog-Karl-Straße 19 KG: Kagran GrStNr: 1066/349 Standort      | Die mehrstämmige Flatterulme (Ulmus laevis) wies zum Untersuchungszeitpunkt in einem Meter Höhe Stammumfänge zwischen 1,45 und 2,2 m auf. Der durchschnittliche Kronendurchmesser umfasste 16 m, die Höhe betrug etwa 18 m.                                                                         |        | 14.03.2011 |
| 0 BW | Datei hochladen | Gewöhnliche Platane (Platanus x hispanica)        | 850 | Wien, An der unteren Alten Donau 51 KG: Stadlau GrStNr: 452/5 Standort   | Der für seine Art ungewöhnlich große Baum wurde 1929 von Bürgermeister Karl Seitz gesetzt. |        | 06.07.2020 |

| Foto:                    | Fotografie des Naturdenkmals. Klicken des Fotos erzeugt eine vergrößerte Ansicht. Daneben finden sich zwei Symbole: \| Weitere Bilder vorhanden \| Das Symbol bedeutet, dass weitere Fotos des Objekts verfügbar sind. Durch Klicken des Symbols werden sie angezeigt. \| \| Eigenes Foto hochladen \| Durch Klicken des Symbols können weitere Fotos des Objekts in das Medienarchiv Wikimedia Commons hochgeladen werden. \| |
| Name:                    | Bezeichnung des Naturdenkmals laut offiziellen Quellen |
| ID                       | Identifikator |
| Standort:                | Es ist die Gemeinde und falls vorhanden die Adresse angegeben. Darunter sind die Katastralgemeinde (KG) und die Grundstücksnummer angeführt. Durch Aufruf des Links Standort wird die Lage des Denkmals in verschiedenen Kartenprojekten angezeigt. |
| Beschreibung             | Kurze Beschreibung des Naturdenkmals |
| Fläche                   | Fläche des Naturdenkmals in Hektar (ha) |
| Datum                    | Datum oder Jahr der Unterschutzstellung |
| Weitere Bilder vorhanden | Das Symbol bedeutet, dass weitere Fotos des Objekts verfügbar sind. Durch Klicken des Symbols werden sie angezeigt. |
| Eigenes Foto hochladen   | Durch Klicken des Symbols können weitere Fotos des Objekts in das Medienarchiv Wikimedia Commons hochgeladen werden. |